# Cerkljanski Vrh
Cerkljanski Vrh je naselje v Občini Cerkno.